# Cabinet Kohl III
Pour les articles homonymes, voir Cabinet Kohl.
 (janvier 2023).
Si vous disposez d'ouvrages ou d'articles de référence ou si vous connaissez des sites web de qualité traitant du thème abordé ici, merci de compléter l'article en donnant les références utiles à sa vérifiabilité et en les liant à la section « Notes et références ».
République fédérale d'Allemagne
Kohl II Kohl IV
Le cabinet Kohl III (en allemand : Kabinett Kohl III) est le gouvernement fédéral de la République fédérale d'Allemagne entre le 12 mars 1987 et le 18 janvier 1991, durant la onzième législature du Bundestag.

## Historique du mandat
Dirigé par le chancelier fédéral chrétien-démocrate sortant Helmut Kohl, ce gouvernement est constitué et soutenu par une « coalition noire-jaune » entre l'Union chrétienne-démocrate d'Allemagne (CDU), l'Union chrétienne-sociale en Bavière (CSU) et le Parti libéral-démocrate (FDP). Ensemble, ils disposent de 271 députés sur 498, soit 54,4 % des sièges du Bundestag.
Il est formé à la suite des élections législatives fédérales 25 janvier 1987.
Il succède donc au cabinet Kohl II, constitué et soutenu par une coalition identique.

### Formation
Au cours du scrutin parlementaire, la CDU/CSU confirme sa position de première force politique fédérale mais enregistre un recul de plus de quatre points. Le FDP le compense en partie avec une progression de l'ordre de deux points. Bien qu'elle ait perdu neuf députés fédéraux, l'alliance au pouvoir depuis 1982 conserve une claire majorité absolue.
Le 11 mars suivant, le président fédéral Richard von Weizsäcker propose la candidature d'Helmut Kohl au vote d'investiture du Bundestag. Il l'emporte par 253 voix pour et 244 voix contre, soit quatre suffrages de plus que la majorité constitutionnelle requise. Il forme son troisième cabinet fédéral le lendemain, qui compte 18 ministres fédéraux, dont deux femmes. C'est l'exécutif le plus important depuis 1966. Du fait des rapports de force au sein de la coalition, les libéraux-démocrates obtiennent quatre ministres contre trois précédemment.

### Évolution
Kohl procède à un important remaniement ministériel le 21 avril 1989, qui voit la création d'un second poste de ministre fédéral avec attributions spéciales et affecte trois portefeuilles régaliens.
À la suite de la chute du mur de Berlin et de la démocratisation de la République démocratique allemande (RDA), la réunification allemande s'engage. Le traité d'unification est signé 31 août 1990 et le traité de pleine souveraineté est approuvé le 12 septembre.
Le 3 octobre, Berlin est officiellement réunifiée et les cinq Länder est-allemands adhèrent à la Loi fondamentale. En conséquence, les 22 députés élus par la Chambre des députés de Berlin acquièrent le droit de vote au sein du Bundestag, qui accueille en outre 144 députés fédéraux désignés par la Chambre du peuple. Kohl nomme alors cinq nouveaux ministres fédéraux avec attributions spéciales, dont les derniers dirigeants est-allemands, la chef de l'État Sabine Bergmann-Pohl et le ministre-président Lothar de Maizière.
Le gouvernement est donc désormais constitué et soutenu par une « coalition noire-jaune » entre la CDU, le FDP, la CSU et l'Union sociale allemande (DSU). Ensemble, ils disposent de 362 députés sur 663, soit 54,6 % des sièges du Bundestag.

### Succession
Au cours des élections législatives fédérales du 2 décembre suivant, l'alliance au pouvoir conserve sa majorité absolue. En conséquence, Kohl peut former son quatrième cabinet fédéral. Le cabinet Kohl III est donc le dernier gouvernement à avoir dirigé la seule Allemagne de l'Ouest.

## Composition

### Initiale (12 mars 1987)
- Les nouveaux ministres sont indiqués en gras, ceux ayant changé d'attributions en italique.

| Fonction                                                                                       | Nom | Nom                                                     | Parti |
| ---------------------------------------------------------------------------------------------- | --- | ------------------------------------------------------- | ----- |
| Chancelier fédéral                                                                             |     | Helmut Kohl                                             | CDU   |
| Vice-chancelier Ministre fédéral des Affaires étrangères                                       |     | Hans-Dietrich Genscher                                  | FDP   |
| Ministre fédéral de l'Intérieur                                                                |     | Friedrich Zimmermann                                    | CSU   |
| Ministre fédéral de la Justice                                                                 |     | Hans A. Engelhard                                       | FDP   |
| Ministre fédéral des Finances                                                                  |     | Gerhard Stoltenberg                                     | CDU   |
| Ministre fédéral de l'Économie                                                                 |     | Martin Bangemann (jusqu’au 09/12/1988) Helmut Haussmann | FDP   |
| Ministre fédéral de l'Alimentation, de l'Agriculture et des Forêts                             |     | Ignaz Kiechle                                           | CSU   |
| Ministre fédérale des Relations intra-allemandes                                               |     | Dorothee Wilms                                          | CDU   |
| Ministre fédéral du Travail et de l'Ordre social                                               |     | Norbert Blüm                                            | CDU   |
| Ministre fédéral de la Défense                                                                 |     | Manfred Wörner (jusqu’au 18/05/1988) Rupert Scholz      | CDU   |
| Ministre fédérale de la Jeunesse, de la Famille, des Femmes et de la Santé                     |     | Rita Süssmuth (jusqu’au 09/12/1988) Ursula Lehr         | CDU   |
| Ministre fédéral des Transports                                                                |     | Jürgen Warnke                                           | CSU   |
| Ministre fédéral de l'Environnement, de la Protection de la Nature et de la Sécurité nucléaire |     | Walter Wallmann (jusqu’au 07/05/1987) Klaus Töpfer      | CDU   |
| Ministre fédéral des Postes et des Télécommunications                                          |     | Christian Schwarz-Schilling                             | CDU   |
| Ministre fédéral de l'Aménagement du territoire, des Travaux publics et de l'Urbanisme         |     | Oscar Schneider                                         | CSU   |
| Ministre fédéral de la Recherche et de la Technologie                                          |     | Heinz Riesenhuber                                       | CDU   |
| Ministre fédéral de l'Éducation et de la Science                                               |     | Jürgen W. Möllemann                                     | FDP   |
| Ministre fédéral de la Coopération économique                                                  |     | Hans Klein                                              | CSU   |
| Ministre fédéral avec attributions spéciales Directeur de la chancellerie fédérale             |     | Wolfgang Schäuble                                       | CDU   |

### Remaniement du 21 avril 1989
- Les nouveaux ministres sont indiqués en gras, ceux ayant changé d'attributions en italique.

| Fonction                                                                                       | Nom | Nom                         | Parti |
| ---------------------------------------------------------------------------------------------- | --- | --------------------------- | ----- |
| Chancelier fédéral                                                                             |     | Helmut Kohl                 | CDU   |
| Vice-chancelier Ministre fédéral des Affaires étrangères                                       |     | Hans-Dietrich Genscher      | FDP   |
| Ministre fédéral de l'Intérieur                                                                |     | Wolfgang Schäuble           | CDU   |
| Ministre fédéral de la Justice                                                                 |     | Hans A. Engelhard           | FDP   |
| Ministre fédéral des Finances                                                                  |     | Theo Waigel                 | CSU   |
| Ministre fédéral de l'Économie                                                                 |     | Helmut Haussmann            | FDP   |
| Ministre fédéral de l'Alimentation, de l'Agriculture et des Forêts                             |     | Ignaz Kiechle               | CSU   |
| Ministre fédérale des Relations intra-allemandes                                               |     | Dorothee Wilms              | CDU   |
| Ministre fédéral du Travail et de l'Ordre social                                               |     | Norbert Blüm                | CDU   |
| Ministre fédéral de la Défense                                                                 |     | Gerhard Stoltenberg         | CDU   |
| Ministre fédérale de la Jeunesse, de la Famille, des Femmes et de la Santé                     |     | Ursula Lehr                 | CDU   |
| Ministre fédéral des Transports                                                                |     | Friedrich Zimmermann        | CSU   |
| Ministre fédéral de l'Environnement, de la Protection de la Nature et de la Sécurité nucléaire |     | Klaus Töpfer                | CDU   |
| Ministre fédéral des Postes et des Télécommunications                                          |     | Christian Schwarz-Schilling | CDU   |
| Ministre fédérale de l'Aménagement du territoire, des Travaux publics et de l'Urbanisme        |     | Gerda Hasselfeldt           | CSU   |
| Ministre fédéral de la Recherche et de la Technologie                                          |     | Heinz Riesenhuber           | CDU   |
| Ministre fédéral de l'Éducation et de la Science                                               |     | Jürgen W. Möllemann         | FDP   |
| Ministre fédéral de la Coopération économique                                                  |     | Jürgen Warnke               | CSU   |
| Ministre fédéral avec attributions spéciales Directeur de la chancellerie fédérale             |     | Rudolf Seiters              | CDU   |
| Ministre fédéral avec attributions spéciales Directeur de l'office de presse et d’information  |     | Hans Klein                  | CSU   |

### Remaniement du 3 octobre 1990
- Les nouveaux ministres sont indiqués en gras, ceux ayant changé d'attributions en italique.

| Fonction                                                                                       | Nom | Nom                                      | Parti |
| ---------------------------------------------------------------------------------------------- | --- | ---------------------------------------- | ----- |
| Chancelier fédéral                                                                             |     | Helmut Kohl                              | CDU   |
| Vice-chancelier Ministre fédéral des Affaires étrangères                                       |     | Hans-Dietrich Genscher                   | FDP   |
| Ministre fédéral de l'Intérieur                                                                |     | Wolfgang Schäuble                        | CDU   |
| Ministre fédéral de la Justice                                                                 |     | Hans A. Engelhard                        | FDP   |
| Ministre fédéral des Finances                                                                  |     | Theo Waigel                              | CSU   |
| Ministre fédéral de l'Économie                                                                 |     | Helmut Haussmann                         | FDP   |
| Ministre fédéral de l'Alimentation, de l'Agriculture et des Forêts                             |     | Ignaz Kiechle                            | CSU   |
| Ministre fédérale des Relations intra-allemandes                                               |     | Dorothee Wilms                           | CDU   |
| Ministre fédéral du Travail et de l'Ordre social                                               |     | Norbert Blüm                             | CDU   |
| Ministre fédéral de la Défense                                                                 |     | Gerhard Stoltenberg                      | CDU   |
| Ministre fédérale de la Jeunesse, de la Famille, des Femmes et de la Santé                     |     | Ursula Lehr                              | CDU   |
| Ministre fédéral des Transports                                                                |     | Friedrich Zimmermann                     | CSU   |
| Ministre fédéral de l'Environnement, de la Protection de la Nature et de la Sécurité nucléaire |     | Klaus Töpfer                             | CDU   |
| Ministre fédéral des Postes et des Télécommunications                                          |     | Christian Schwarz-Schilling              | CDU   |
| Ministre fédérale de l'Aménagement du territoire, des Travaux publics et de l'Urbanisme        |     | Gerda Hasselfeldt                        | CSU   |
| Ministre fédéral de la Recherche et de la Technologie                                          |     | Heinz Riesenhuber                        | CDU   |
| Ministre fédéral de l'Éducation et de la Science                                               |     | Jürgen W. Möllemann                      | FDP   |
| Ministre fédéral de la Coopération économique                                                  |     | Jürgen Warnke                            | CSU   |
| Ministre fédéral avec attributions spéciales Directeur de la chancellerie fédérale             |     | Rudolf Seiters                           | CDU   |
| Ministre fédéral avec attributions spéciales Directeur de l'office de presse et d’information  |     | Hans Klein                               | CSU   |
| Ministre fédérale avec attributions spéciales                                                  |     | Sabine Bergmann-Pohl                     | CDU   |
| Ministre fédéral avec attributions spéciales                                                   |     | Günther Krause                           | CDU   |
| Ministre fédéral avec attributions spéciales                                                   |     | Lothar de Maizière (jusqu'au 19/12/1990) | CDU   |
| Ministre fédéral avec attributions spéciales                                                   |     | Rainer Ortleb                            | FDP   |
| Ministre fédéral avec attributions spéciales                                                   |     | Hansjoachim Walther                      | DSU   |